# Herrarnas 1 500 meter i hastighetsåkning på skridskor vid olympiska vinterspelen 1928
- 14 februari 1928

30 skridskoåkare från fjorton nationer deltog.

## Medaljörer
| Guld                  | Silver              | Brons                 |
| Clas Thunberg Finland | Bernt Evensen Norge | Ivar Ballangrud Norge |

## Rekord
Dessa rekord gällde inför spelen.
| Världsrekord     | 2:17.4(*) | Oscar Mathisen | Davos (SUI)    | 18 januari 1914 |
| Olympiskt rekord | 2:20.8    | Clas Thunberg  | Chamonix (FRA) | 27 januari 1924 |

(*) Rekordet naterat på höghöjdsbana (minst 1 000 meter över havet) och på naturis.

## Resultat
| Placering | Tävlande               | Tid    |
| Guld      | Clas Thunberg          | 2.21,1 |
| Silver    | Bernt Evensen          | 2.21,9 |
| Brons     | Ivar Ballangrud        | 2.22,6 |
| 4         | Roald Larsen           | 2.26,6 |
| 5         | Eddie Murphy           | 2.25,9 |
| 6         | Valentine Bialas       | 2.26,3 |
| 7         | Irving Jaffee          | 2.26,7 |
| 8         | John Farrell           | 2.26,8 |
| 9         | Gustaf Andersson       | 2.27,5 |
| 10        | Zoltán Eötvös          | 2.27,9 |
| 11        | Fritz Jungblut         | 2.28,2 |
| 12        | Charles Gorman         | 2.28,4 |
| 13        | Wollert Nygren         | 2.28,7 |
| 14        | Alberts Rumba          | 2.28,9 |
| 15        | Toivo Ovaska           | 2.29,3 |
| 16        | Fritz Moser            | 2.31,1 |
| 17        | Ross Robinson          | 2.32,3 |
| 18        | Siem Heiden            | 2.33,1 |
| 19        | Christfried Burmeister | 2.33,3 |
| 20        | Aleksander Mitt        | 2.35,0 |
| 21        | Willy Logan            | 2.35,6 |
| 22        | Rudolf Riedl           | 2.37,8 |
| 23        | Arthur Vollstedt       | 2.39,9 |
| 24        | Cyril Horn             | 2.40,0 |
| 25        | Kęstutis Bulota        | 2.40,9 |
| 26        | Charles Thaon          | 2.44,2 |
| 27        | Leonard Stewart        | 2.48,9 |
| 28        | Frederick Dix          | 2.49,6 |
| -         | Wim Kos                | 2.49,9 |
| -         | Bertel Backman         | DNF    |